# Amarindra
Amarindra (thai: อมรินทรา; RTGS: Amarinthra), född 15 mars 1737 i Samut Songkhram i Ayutthaya, död 25 maj 1826 i Bangkok i Siam, var den första drottningen av Siam genom giftermålet med kung Rama I, då riket bildades av hennes make. Hon var också kung Rama II:s mor.
Hon föddes som Nak (thai: นาค), dotter till en lokal adelsman. Hon blev 1760 bortgift med ämbetsmannen Thong Duang av Ratchaburi (den senare Rama I) för att undvika att föras till haremet hos kung Ekathat av Siam. Paret fick tio barn. 
Hennes make tog en konkubin under ett krigståg till Vientiane 1779: Kamwaen, dotter till kung Suriyavong av Vientiane. Då konkubinen blev hennes makes favorit pryglade hon henne. Maken försökte då mörda henne med svärd. Med hjälp av sin son (den senare Rama II), lyckades hon fly till sin dotter Chimyai, som var Taksins konkubin. 
Hennes make erövrade år 1782 tronen och grundade Thailand, vars första kung han blev. Hon levde fortsatt separerad från honom och tog hand om sin dotters barn. Då hennes make avled och hennes son besteg tronen 1809 kunde hon bosätta sig vid det kungliga hovet och i efterhand motta titeln och ställningen som drottning av sin son. 